# Kanton Yssingeaux
Kanton Yssingeaux (fr. Canton d'Yssingeaux) je francouzský kanton v departementu Haute-Loire v regionu Auvergne. Tvoří ho sedm obcí.

## Obce kantonu
- Araules
- Beaux
- Bessamorel
- Grazac
- Lapte
- Saint-Julien-du-Pinet
- Yssingeaux